# Sweet Dreams (Are Made of This) (album)
Cet article concerne l'album d'Eurythmics. Pour la chanson du même groupe, voir Sweet Dreams (Are Made of This).
Pour les articles homonymes, voir Sweet Dreams.
Albums de Eurythmics
In the Garden
(1981) Touch
(1983)
Singles
1. This Is the House
Sortie : 2 avril 1982
2. The Walk
Sortie : 18 juin 1982
3. Love Is a Stranger
Sortie : 8 novembre 1982
4. Sweet Dreams (Are Made of This)
Sortie : 21 janvier 1983

Sweet Dreams (Are Made of This) est le deuxième album studio du groupe pop rock et new wave britannique Eurythmics, sorti le 4 janvier 1983.
L'album s'est classé 3e au UK Albums Chart, 15e au Billboard 200 et 36e au Top R&B/Hip-Hop Albums.
La chanson-titre de l'album connaît un succès mondial, se classant à la première place du Billboard Hot 100 aux États-Unis et à la deuxième des charts britanniques. Love Is a Stranger est immédiatement interdit aux États-Unis, Annie Lennox étant accusée de corrompre la jeunesse. L'album fait partie des 1001 albums qu'il faut avoir écoutés dans sa vie.

## Liste des titres
Toutes les chansons sont écrites et composées par Annie Lennox et Dave Stewart, à l'exception de Wrap It Up écrite par Isaac Hayes et David Porter et Satellite of Love par Lou Reed.
| No  | Titre                                 | Durée |
| --- | ------------------------------------- | ----- |
| 1.  | Love Is a Stranger                    | 3:43  |
| 2.  | I've Got an Angel                     | 2:45  |
| 3.  | Wrap It Up (featuring Green Gartside) | 3:33  |
| 4.  | I Could Give You (A Mirror)           | 3:51  |
| 5.  | The Walk                              | 4:40  |
| 6.  | Sweet Dreams (Are Made of This)       | 3:36  |
| 7.  | Jennifer                              | 5:06  |
| 8.  | This Is the House                     | 4:56  |
| 9.  | Somebody Told Me                      | 3:29  |
| 10. | This City Never Sleeps                | 6:33  |

| 11. | Home Is Where the Heart Is                  | 3:03 |
| 12. | Monkey Monkey                               | 4:14 |
| 13. | Baby's Gone Blue                            | 5:15 |
| 14. | Sweet Dreams (Are Made of This) (Hot Remix) | 5:17 |
| 15. | Love Is a Stranger (Coldcut Remix)          | 7:18 |
| 16. | Satellite of Love                           | 4:37 |

## Musiciens
- Annie Lennox : voix, claviers, synthétiseurs, flûte
- Dave Stewart : guitare, claviers, synthétiseurs, voix
- Robert Crash : guitare, synthétiseurs, voix de robot
- Green Gartside : voix sur Wrap it Up
- Dick Cuthell : trompette
- Adam Williams : basse, synthétiseurs
- Andy Brown : basse
- Reynard Falconer : synthétiseurs
- John Turnbull : guitare

## Certifications
| Pays        | Association  | Certification | Ventes    |
| ----------- | ------------ | ------------- | --------- |
| Allemagne   | BVMI         | Or            | 250 000 + |
| Canada      | Music Canada | 2 × Platine   | 200 000 + |
| États-Unis  | RIAA         | Or            | 200 000 + |
| Royaume-Uni | BPI          | Platine       | 300 000+  |